# Ben Green
Ben Joseph Green (Bristol, 27 febbraio 1977) è un matematico britannico, noto per aver dimostrato insieme a Terence Tao il teorema di Green-Tao.
Specializzato in combinatoria e in teoria dei numeri. Per la sua attività ha ricevuto diversi riconoscimenti, tra cui il Clay Research Award nel 2004, il Premio Salem nel 2005 e il SASTRA Ramanujan Prize nel 2007.

## Biografia
Dopo aver ottenuto il bachelor of art all'università di Cambridge nel 1998, ha conseguito il dottorato sotto la guida di Timothy Gowers nel 2003. Ricercatore al Trinity College tra il 2001 e il 2005, è diventato professore all'Università di Bristol nel gennaio 2005, per poi ritornare a Cambridge nel settembre 2006; successivamente è professore all'università di Oxford.
Green ha dimostrato diversi importanti risultati sia in combinatoria che in teoria dei numeri. Tra questi vi sono il miglioramento delle stime di Jean Bourgain sulla grandezza delle progressioni aritmetiche in somme di insiemi e la dimostrazione della congettura di Cameron-Erdős.
Nel 2004, insieme a Terence Tao, ha dimostrato che esistono progressioni aritmetiche arbitrariamente lunghe formate da numeri primi: tale risultato è noto come teorema di Green-Tao. Nel 2014 ha vinto la Medaglia Sylvester.